# 51-й меридіан східної довготи
51-й меридіан східної довготи — лінія довготи, що лежить на 51 градус східніше Гринвіцького меридіана. Вона проходить від Північного полюса через Північний Льодовитий океан, Європу, Азію, Африку, Індійський океан, Південний океан та Антарктиду до Південного полюса.
51-й меридіан східної довготи формує велике коло разом із 129-тим меридіаном західної довготи.

## Список географічних об'єктів, що перетинає 51° сх. д.
Починаючи на Північному полюсі та рухаючись до Південного полюса, 51-й меридіан східної довготи проходить через:
| Координати                                                 | Країна, територія або море | Примітки |
| ---------------------------------------------------------- | -------------------------- | --- |
| 90°0′ пн. ш. 51°0′ сх. д. / 90.000° пн. ш. 51.000° сх. д.  | Північний Льодовитий океан | |
| 81°9′ пн. ш. 51°0′ сх. д. / 81.150° пн. ш. 51.000° сх. д.  | Росія                      | Земля Франца-Йосифа — проходить через острів Артура                                                                                     |
| 81°6′ пн. ш. 51°0′ сх. д. / 81.100° пн. ш. 51.000° сх. д.  | Баренцове море             | |
| 80°52′ пн. ш. 51°0′ сх. д. / 80.867° пн. ш. 51.000° сх. д. | Росія                      | Земля Франца-Йосифа — проходить через Землю Георга                                                                                      |
| 80°33′ пн. ш. 51°0′ сх. д. / 80.550° пн. ш. 51.000° сх. д. | Баренцове море             | |
| 80°6′ пн. ш. 51°0′ сх. д. / 80.100° пн. ш. 51.000° сх. д.  | Росія                      | Земля Франца-Йосифа — проходить через Нортбрук                                                                                          |
| 79°55′ пн. ш. 51°0′ сх. д. / 79.917° пн. ш. 51.000° сх. д. | Баренцове море             | |
| 68°28′ пн. ш. 51°0′ сх. д. / 68.467° пн. ш. 51.000° сх. д. | Росія                      | |
| 51°41′ пн. ш. 51°0′ сх. д. / 51.683° пн. ш. 51.000° сх. д. | Казахстан                  | |
| 46°56′ пн. ш. 51°0′ сх. д. / 46.933° пн. ш. 51.000° сх. д. | Каспійське море            | |
| 45°0′ пн. ш. 51°0′ сх. д. / 45.000° пн. ш. 51.000° сх. д.  | Казахстан                  | Проходить через півострів Мангишлак |
| 44°49′ пн. ш. 51°0′ сх. д. / 44.817° пн. ш. 51.000° сх. д. | Каспійське море            | Мангистауська затока |
| 44°31′ пн. ш. 51°0′ сх. д. / 44.517° пн. ш. 51.000° сх. д. | Казахстан                  | Проходить через півострів Мангишлак |
| 43°54′ пн. ш. 51°0′ сх. д. / 43.900° пн. ш. 51.000° сх. д. | Каспійське море            | |
| 36°46′ пн. ш. 51°0′ сх. д. / 36.767° пн. ш. 51.000° сх. д. | Іран                       | |
| 28°51′ пн. ш. 51°0′ сх. д. / 28.850° пн. ш. 51.000° сх. д. | Перська затока             | |
| 25°59′ пн. ш. 51°0′ сх. д. / 25.983° пн. ш. 51.000° сх. д. | Катар                      | |
| 24°35′ пн. ш. 51°0′ сх. д. / 24.583° пн. ш. 51.000° сх. д. | Саудівська Аравія          | |
| 18°47′ пн. ш. 51°0′ сх. д. / 18.783° пн. ш. 51.000° сх. д. | Ємен                       | |
| 15°8′ пн. ш. 51°0′ сх. д. / 15.133° пн. ш. 51.000° сх. д.  | Індійський океан           | Аденська затока |
| 11°54′ пн. ш. 51°0′ сх. д. / 11.900° пн. ш. 51.000° сх. д. | Сомалі                     | |
| 10°22′ пн. ш. 51°0′ сх. д. / 10.367° пн. ш. 51.000° сх. д. | Індійський океан           | |
| 9°13′ пд. ш. 51°0′ сх. д. / 9.217° пд. ш. 51.000° сх. д.   | Сейшельські Острови        | Проходить через атол Провіденс[en] |
| 9°32′ пд. ш. 51°0′ сх. д. / 9.533° пд. ш. 51.000° сх. д.   | Індійський океан           | Проходить західніше острова Фаркуар[en], Сейшельські Острови Проходить через острови Крозе, Французькі Південні і Антарктичні Території |
| 60°0′ пд. ш. 51°0′ сх. д. / 60.000° пд. ш. 51.000° сх. д.  | Південний океан            | |
| 66°16′ пд. ш. 51°0′ сх. д. / 66.267° пд. ш. 51.000° сх. д. | Антарктида                 | Проходить через Австралійську антарктичну територію (претендує Австралія)                                                               |